# Хёкстер (район)
Хёкстер (нем. Höxter) — район в Германии. Центр района — город Хёкстер. Район входит в землю Северный Рейн-Вестфалия. Подчинён административному округу Детмольд. Занимает площадь 1200 км². Население — 148,0 тыс. чел. (2010). Плотность населения — 123 человека/км².
Официальный код района — 05 7 62.
Район подразделяется на 10 общин.

## Города
1. Хёкстер (31 288)
2. Варбург (23 600)
3. Бад-Дрибург (19 023)
4. Бракель (17 039)
5. Беверунген (14 237)
6. Штайнхайм (13 211)
7. Боргентрайх (9133)
8. Виллебадессен (8527)
9. Нихайм (6595)
10. Мариенмюнстер (5347)

(30 июня 2010)